# Cinclosome à poitrine cannelle
Cinclosoma castaneothorax
Espèce
Statut de conservation UICN

 LC  : Préoccupation mineure
Le Cinclosome à poitrine cannelle (Cinclosoma castaneothorax) est une espèce de oiseaux de l'ordre des Passeriformes.
Il est répandu à travers les zones arides du sud le l'État du Queensland et le nord de la Nouvelle-Galles du Sud.